# Минківська волость
Минківська волость — історична адміністративно-територіальна одиниця Валківського повіту Харківської губернії із центром у слободі Минківка.
Станом на 1885 рік складалася з 61 поселення, 2 сільських громад. Населення — 7390 осіб (3688 осіб чоловічої статі та 3688 — жіночої), 1486 дворових господарств.
|                     | Площа, десятин | У тому числі орної, дес. |
| ------------------- | -------------- | ------------------------ |
| Сільських громад    | 13145          | 11183                    |
| Приватної власності | 3258           | 3066                     |
| Іншої власності     | 33             | 33                       |
| Загалом             | 16436          | 14282                    |

Найбільші поселення волості станом на 1885:
- Минківка — колишня власницька й державна слобода за 10 верст від повітового міста, 571 особа, 571 двір, православна церква, школа, 2 лавки, 3 ярмарки на рік.
- Заміське — колишнє державне село, 546 осіб, 110 дворів, школа.

Станом на 1914 рік старшиною волості був Мезін Семен Миколайович, волосним писарем — Данильченко Григорій Мартинович, головою волосного суду — Данильченко Мартин Онуфрійович.